# Университет Париж VIII
Университет Париж 8 — французский государственный университет в пригороде Парижа. Университет является наследником экспериментального центра Венсен, созданного для модернизации высшего образования после майских событий 1968 года, но в итоге другие французские университеты не переняли опыт Университета Париж 8.

## История университета
История университета начинается с основания экспериментального университетского центра в Венсене в 1969 году (временно факультет Университета Парижа). В основании этого университета участвуют такие знаменитые философы своего времени как Мишель Фуко, Жиль Делёз, Жан Франсуа Лиотар и другие. Студенты и преподаватели университета — ярые участники майских событий 1968 года, преподавание многих предметов отличается от других университетов своим антиакадемизмом, инновациями, как, например, математика Дени Геджа. В университете модернизируются отношения между студентами и профессорами, он открыт для студентов без степени бакалавра, который во Франции является аттестатом об окончании школы и даёт право на поступление в вуз. Многие лекции читаются вечером, что значительно облегчает учёбу уже работающим студентам.
В 1980 году университет выселяется из Венсенского леса в Сен-Дени мэром Парижа по приказу Алисы Сонье-Сеите, министра университетов. Университетские здания сносят. Переезд делается против желания студентов и профессоров университета. В течение еще 4 лет они пытаются добиться возвращения в Венсен.

## Факультеты
- AES[2], экономики и менеджмента
- искусства, философии и эстетики
- культуры и коммуникаций
- права и политических наук
- истории, литературы и социологии
- языков

Университет Париж VIII

- математики, информатики, технологий и коммуникаций
- практической психологии
- лингвистики
- окружающей среды, территорий и цивилизаций

## Знаменитые профессора и бывшие профессора
- Мишель Фуко — французский философ.
- Жан Франсуа Лиотар — французский философ-постмодернист и теоретик литературы.
- Жиль Делёз — французский философ-постмодернист.
- Антонио Негри — итальянский политический деятель.
- Жак Рансьер — французский философ.
- Жак-Ален Миллер — французский психоаналитик лакановской школы.
- Ален Бадью — французский философ.
- Даниэль Бенсаид — французский философ-марксист и политический деятель.
- Михаэль Леви — бразильско-французский философ и социолог.
- Никос Пуланзас — греко-французский социолог и политолог, представитель школы структуралистского марксизма.
- Пьер Байяр[англ.] — профессор литературы, психоаналитик.